# Wapen van Campanië

Het wapen van Campanië

Het wapen van Campanië is het officiële herkenningsteken van de Italiaanse regio Campanië. Deze regio heeft in 1971 het wapen van de oude Republiek Amalfi aangenomen.
Het Campaanse wapen is vastgelegd in Legge regionale 21 luglio 1971, n. 1 "Determinazione dello stemma e del gonfalone della Regione Campania.", die luidt:
"La Regione Campania assume come proprio stemma quello che si diede la Repubblica marinara di Amalfi ai suoi albori. Detto stemma è costituito da una banda rossa in campo bianco."
(De Regio Campanië neemt als eigen wapen datgene aan dat de maritieme republiek Amalfi eertijds voerde. Het genoemde wapen bestaat uit een dwarsbalk van keel [= rood] in een veld van zilver [= wit].)
De oudste vlag van Amalfi bestond uit een blauw veld met een wit, achtpuntig kruis. Dit was de vlag van de republiek. In de 13de eeuw, toen de herinnering aan de onafhankelijke republiek nog slechts in herinnering bestond, nam ook de gemeente een eigen vlag aan: een blauwe (of witte) vlag met een rode dwarsbalk. De twee vlaggen werden naast elkaar gebruikt, zoals destijds de gewoonte was in de onafhankelijke stadstaten van Italië.
Het grondgebied van de Amalfitaanse republiek besloeg niet veel meer dan de stad en haar rand. Dat de keuze op het Amalfitaanse wapen viel, toen Campanië een eigen wapen moest kiezen, heeft te maken met de historische uitstraling van de republiek Amalfi. Zij was niet alleen de oudste van de maritieme republieken (839-1139), maar domineerde gedurende twee eeuwen de handel in heel Zuid-Italië. 